# Holarchia
Holarchia – termin wprowadzony przez Arthura Koestlera. Ken Wilber preferuje go zamiast terminu "hierarchia", gdyż uważa, że naturalny proces rozwoju, to nic innego jak porządek narastających całości (holonów) – czyli fakt, że cały Wszechświat składa się z wymiarów (poziomów), które przekraczając niższe, jednocześnie zawierają je w sobie. Cały niższy wymiar mieści się w wyższym, ale nie odwrotnie.